# Президентські вибори у США 1789
Президентські вибори в США 1788 – 1789 року були першими президентськими виборами США. На виборах був обраний  перший  президент США. Ним став Джордж Вашингтон, який отримав 100 % голосів.

## Вибори

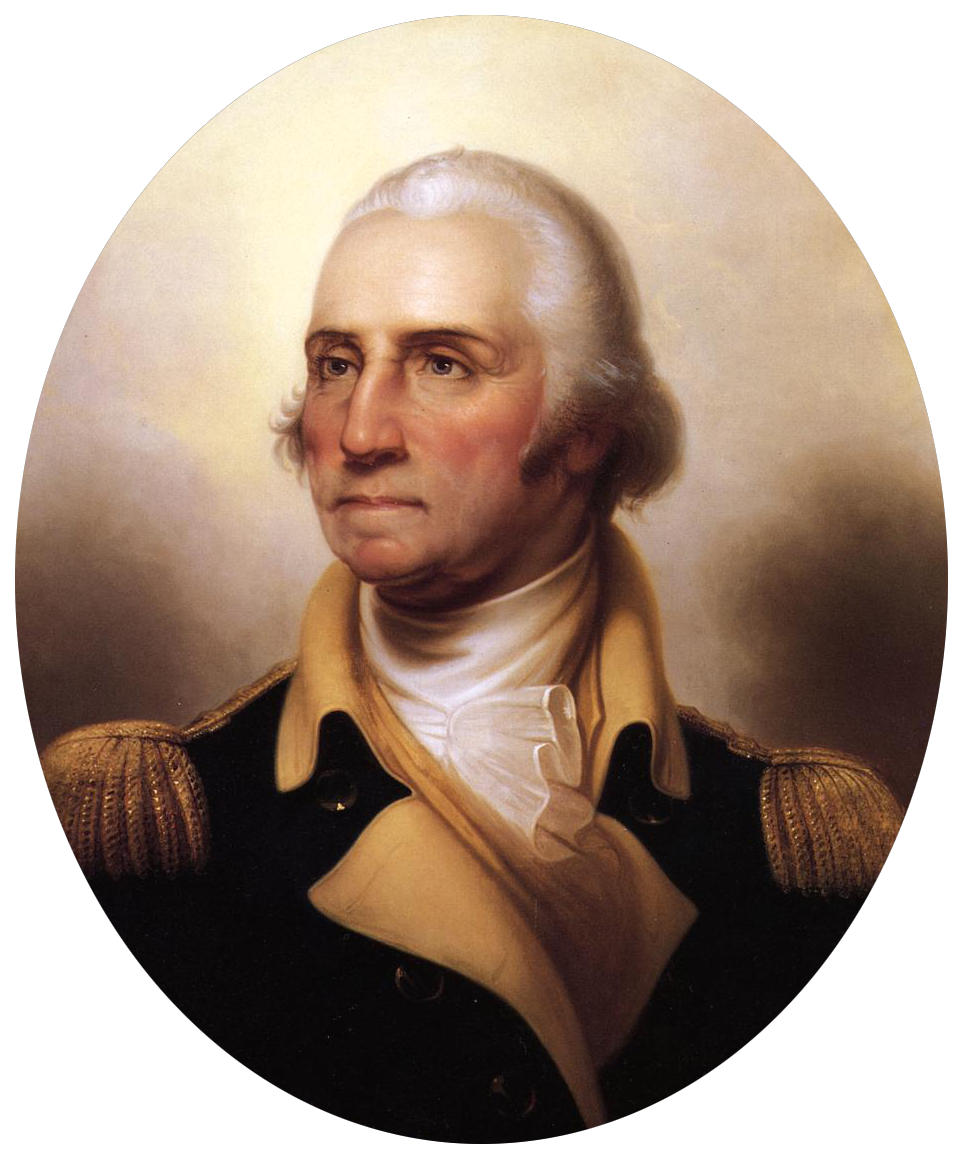
Вашингтон був одноголосно обраний першим президентом США

### Контекст виборів
До виборів 1789 року президент континентального конгресу, утвореного 1774 року, не був виборною посадою та володів обмеженою владою, порівнянною з владою спікера парламенту або Президента сенату США наших днів. Вибори були проведені згідно з другою статтею Конституції США, прийнятою 17 вересня 1787 року. З 13 штатів у виборах брало участь 10: Північна Кароліна та Род-Айленд до того часу ще не ратифікували Конституцію США, а Нью-Йорк не встиг прийняти відповідні законодавчі акти.
За одностайною згодою Джордж Вашингтон обирався президентом без реальних опонентів, оскільки володів величезною популярністю та головував на Філадельфійському конвенті. Кожний виборник володів 2 голосами. Кандидат, який отримував 50 % голосів або більше, обирався президентом. Виборники були обрані у своїх штатах, та голосування проходило на загальних зборах. При цьому другі голоси виборників розподілилися серед інших кандидатів. Отримавши 34 голоси, Джон Адамс посів друге місце за кількістю голосів і був обраний віцепрезидентом.

### Кандидати
- Джон Адамс, колишній посол в Великої Британії, з Массачусетса
- Джеймс Армстронг, політик з Джорджії
- Джордж Клінтон, губернатор Нью-Йорка
- Роберт Г. Гаррісон, суддя, з Меріленд
- Джон Генкок, губернатор Массачусетса та колишній президент Континентального конгресу
- Семюел Гангтінгтон, губернатор Коннектикуту
- Джон Джей, секретар закордонних справ, з Нью-Йорка
- Бенджамін Лінкольн, віце-губернатор Массачусетсу
- Джон Мілтон, політик з Джорджії
- Джон Ратледж, колишній губернатор Південної Кароліни
- Едвард Телфейр, колишній губернатор Джорджії
- Джордж Вашингтон, колишній Головнокомандувач континентальної армії, з Вірджинії

### Результати
Є інформація що Джордж Вашингтон переміг і набрав 100 % голосів. Але, ця інформація не є правдивою. Президентські вибори в США 1789 року були першими президентськими виборами, але Джордж Вашингтон не отримав 100% голосів. На той час не було загальних президентських виборів, які відбуваються сьогодні. Замість цього, виборці в кожному штаті делегували виборців, які в свою чергу голосували за президента. Вашингтон був одним з кандидатів, і він отримав значну підтримку, але виборці не визначалися щодо кандидатів у єдиному масштабі. Зрештою, Вашингтон був обраний першим президентом США, але точна кількість голосів, яку він отримав, не відома, оскільки не було офіційного підрахунку голосів.